# Paran Napa Jae
Paran Napa Jae is een bestuurslaag in het regentschap Padang Lawas van de provincie Noord-Sumatra, Indonesië. Paran Napa Jae telt 499 inwoners (volkstelling 2010).